# Coralliophaga elegans
Espèce
Coralliophaga elegans est une espèce éteinte de mollusques bivalves de la famille des Trapezidae. 
Elle date de l'Éocène et a été trouvée par Gérard Paul Deshayes à Auvers-sur-Oise dans le Bassin parisien.

Note: Le nom admet un homonyme, Coralliophaga elegans Dall, 1898, qui est un synonyme de †Coralliophaga elegantula Dall, 1903, une espèce de l'Oligocène, trouvée à Tampa, en Floride, aux USA.